# Ferreirós do Dão
Ferreirós do Dão es una freguesia portuguesa del concelho de Tondela, con 8,35 km² de superficie y 410 habitantes (2001). Su densidad de población es de 49,1 hab/km².